# Torneo de San Antonio
El San Antonio Open es un torneo para las jugadoras profesionales de tenis femenino se juega en cancha duras al aire libre. El evento está actualmente clasificada como WTA 125s y se ha celebrado en San Antonio, Estados Unidos, desde 2016.

## Campeonas

### Individuales
| Años             | Campeona   | Subcampeona        | Resultado |
| ---------------- | ---------- | ------------------ | --------- |
| ↓ WTA $125,000 ↓ |            |                    |           |
| 2016             | Misaki Doi | Anna-Lena Friedsam | 6-4, 6-2  |

### Dobles
| Años             | Campeona                            | Subcampeona                              | Resultado |
| ---------------- | ----------------------------------- | ---------------------------------------- | --------- |
| ↓ WTA $125,000 ↓ |                                     |                                          |           |
| 2016             | Anna-Lena Grönefeld Nicole Melichar | Klaudia Jans-Ignacik Anastasia Rodionova | 6-1, 6-3  |